# Карригкерри
Карригкерри (англ. Carrigkerry; ирл. Carraig Chiarraí) — деревня в Ирландии, находится в графстве Лимерик (провинция Манстер).

## Демография
Население — 190 человек (по переписи 2022 года). В 2002 году население составляло 173 человек.
Данные переписи 2006 года:
| Общие демографические показатели |               |                               |                               |      |      |
| Всё население                    | Всё население | Изменения населения 2002—2006 | Изменения населения 2002—2006 | 2006 | 2006 |
| 2002                             | 2006          | чел.                          | %                             | муж. | жен. |
| 173                              | 166           | −7                            | −4                            | 81   | 85   |